# Mildred (Kansas)
Mildred es una ciudad ubicada en el condado de Allen en el estado estadounidense de Kansas. En el año 2010 tenía una población de 28 habitantes y una densidad poblacional de 46,67 personas por km².

## Geografía
Mildred se encuentra ubicada en las coordenadas 38°1′22″N 95°10′25″O / 38.02278, -95.17361 (38.022777, -95.173512).

## Demografía
Según la Oficina del Censo en 2000 los ingresos medios por hogar en la localidad eran de $21,250 y los ingresos medios por familia eran $14,167. Los hombres tenían unos ingresos medios de $20,625 frente a los $11,250 para las mujeres. La renta per cápita para la localidad era de $8,372. Alrededor del 15.6% de la población estaban por debajo del umbral de pobreza.